# 2014 SZ349
2014 SZ349 est un objet transneptunien détaché encore mal connu avec un arc d'observation encore faible. 